# Ловинеску, Эуджен
Эуджен Ловинеску (рум. Eugen Lovinescu; 31 октября 1881, Фэлтичени — 16 июля 1943, Бухарест) — румынский литературный критик, философ, писатель

, историк литературы, литературовед, переводчик, педагог, профессор Национального колледжа Михая Витазула в Бухаресте.

## Биография
Выпускник филологического факультета Ясского университета. Получил докторскую степень в Париже.
В 1919 году основал литературный клуб Sburătorul.
Автор трудов по классической филологии, по румынской и французской литературе, романов. Литературно-критические принципы Э. Ловинеску выражены в «Истории современной румынской цивилизации» (1924—1925), где изложена теория синхронизма и мутации эстетических ценностей — одновременного развития европейской наций под влиянием Великой французской революции.
Ему принадлежат капитальные труды — «Критика» (1909—1923), «История современной румынской литературы» (1927). Э. Ловинеску отрицал идеалы румынских народнических литературных течений. Будучи противником фашизма, подчеркивал его человеконенавистническую сущность.
Был теоретиком аполитичного искусства. Вёл полемику в защиту модернизма, его импрессионистские теории способствовали развитию румынского модернизма.
Подвергался жёсткой критике со стороны идеологического аппарата РКП при правлении Николае Чаушеску. С обличениями выступали, в частности, Эуджен Барбу и Вадим Корнелиу Тудор.
Его племянники драматург Хория Ловинеску и Антон Холбан. Дочь — Моника Ловинеску, журналистка, после эмиграции во Францию являлась ярым критиком режима Чаушеску.

## Избранные публикации
Литературная критика
- Istoria civilizației române moderne, (1924—1925);
- Istoria literaturii române contemporane, (I—VI, 1926—1929);
- Critice, ediție definitivă (1925—1929);
- T.Maiorescu, (I—II, 1940),
- T. Maiorescu și contemporanii lui, (I—II, 1943—1944);
- T. Maiorescu și posteritatea lui critică, (1943);

Мемуары
- Memorii, (I—III, 1932);
- Agende literare

Романы и новеллы
- Nuvele florentine, 1906,
- Aripa morții, 1913
- Viața dublă, 1932
- Ciclul de romane în care erou este Mihai Eminescu: Mite (1934)
- Ciclul Bizu 1932;

Драматургия
- De peste prag, 1906
- Lulu, 1924